# Brachodes nanetta
Brachodes nanetta is een vlindersoort uit de familie Brachodidae. De wetenschappelijke naam is voor het eerst geldig gepubliceerd in 1922 door Charles Oberthür.
De soort komt voor in Europa.